# گورانگان
گورانگان، روستایی است از توابع بخش وزینه و در شهرستان سردشت استان آذربایجان غربی ایران.

## جمعیت
این روستا در دهستان ملکاری قرار داشته و بر اساس سرشماری سال ۱۳۸۵ جمعیت آن ۱۳۵ نفر (۲۵ خانوار)
بوده‌است.